# 1841 (numero)
Milleottocentoquarantuno (1841) è il numero naturale dopo il 1840 e prima del 1842.

## Proprietà matematiche
- È un numero dispari.
- È un numero composto da 4 divisori: 1, 7, 263, 1841. Poiché la somma dei suoi divisori (escluso il numero stesso) è 271 < 1841, è un numero difettivo.
- È un numero semiprimo.
- È un numero felice.
- È un numero nontotiente in quanto dispari e diverso da 1.
- È un numero intero privo di quadrati.
- È un numero malvagio.
- È parte delle terne pitagoriche (1841, 6312, 6575), (1841, 34560, 34609), (1841, 242088, 242095), (1841, 1694640, 1694641).

## Astronomia
- 1841 Masaryk è un asteroide della fascia principale del sistema solare

## Astronautica
- Cosmos 1841 è un satellite artificiale russo.